# Liliana Serantes
Liliana Serantes (Buenos Aires, 6 de febrero de 1960-Buenos Aires, 9 de octubre de 2011) fue una actriz, locutora, directora de teatro y conductora argentina que trabajó en numerosos proyectos para teatro y televisión junto a su hermana gemela Noemí Serantes.

## Carrera
Liliana comenzó su carrera junto a su fiel hermana melliza Noemí, haciéndose popularmente conocidas con el apodo de "Nu" y "Eve". Hicieron una notable trayectoria artística, sobre todo en la pantalla chica donde incursionaron en los programas cómicos, las telenovelas picarescas y los infantiles.

## Filmografía
- 1969: Los muchachos de mi barrio, con Palito Ortega, Juan Carlos Altavista, Javier Portales y Arturo Puig.
- 1970: Blum
- 1978: Un idilio de estación con Arturo Puig y Marta González.
- 2001: Cabecita rubia junto a Graciela Pal, José Luis Martínez y Eusebio Poncela.

## Televisión
- 1967: Sábados Continuados, conducido por Antonio Carrizo y emitido por Canal 9.
- 1968: La pandilla del tranvía
- 1969: De la mano de Alejandro Romay, se encargaron de dar las informaciones sobre el clima en el Noticiero de Canal 9 llamado Nuevediario durante 11 años ininterrumpidos.
- 1971: Estación retiro, junto con Luis Dávila e Irma Roy.
- 1973: Todo es amor
- 1974: Pasado, presente y amor.
- 1975/1978: La familia Superstar junto a Roberto Escalada y Carlos Calvo, emitida por Canal 13. En ese año también estuvieron en "Espectaculares de Juan Verdaguer". Durante esta década  acompañaron a Narciso Ibáñez Menta en el episodio "Los muertos" de su programa Cuentos de terror de Narciso Ibáñez Menta. También participó en programa humorístico  Alta comedia.
- 1980: Tato vs Tato con Tato Bores.
- 1982/1983: Son...Risas Once, junto al capocómico Calígula.
- 1983: Cuando es culpable el amor interpretando a Virginia, y  protagonizada por Silvia Montanari y Germán Kraus.
- 1983: El teatro de Darío Vittori, emitido por Canal 9 y encabezado por Darío Vittori.
- 1984: Entre el amor y el poder como Graciela,  nuevamente con Silvia Montanari y el actor Miguel Ángel Suárez.
- 1985/1987:  De todo con Landriscina, emitido en ATC con Luis Landriscina.
- 1986: Dos para una mentira, con el papel de Marili, junto con Horacio Ranieri, Marco Estell, Cristina del Valle y Graciela Cimer.
- 1987: conduce el programa de entretenimientos Las claves del 9 junto a su hermana Noemí.
- 1987: La cuñada, protagonizada por María Valenzuela y Daniel Fanego donde encarnó a Carla.
- 1988/1990: Vivan los novios. Durante la década del ´80 también trabajó en Lo mejor de nuestras vidas y La Chona contesta por un millón de pesos, con Haydée Padilla, en el que hacían del papel de secretarias.
- 1990: La Ola Verde por Telefe, reemplazando a Flavia Palmiero, para luego mudarse a América TV, para estar al frente de La magia de las mellizas.[1]
- 1996: Informes x 2, un programa adolescente ternado en los Premios Martín Fierro como "mejor programa infantil".

## Radio
Por sus voces agudas que las caracterizaban, condujeron como locutoras en 1983 en Sonrisas Once.
Del 2009 al 2011, condujo su propio programa radial Serantes con todo por AM 1450 Radio el Sol, que tenía como ficción el radioteatro titulado Greta, una mujer más, escrito para ella por Jorge Luis Suárez, donde participó la primera actriz María Aurelia Bisutti; en el mismo ciclo radial realizó otras ficciones como "Cuentos de amor", "Diálogos con mi casera" e "Historia de la televisión", todas escritas por el mismo autor. En esas ficciones actuaron también su hermana Noemí Serantes, Martín Gianola, Paola Papini, Néstor Ducó, Coni Vera, Lisandro Carret y la actriz Zulma Grey, en diversos personajes. En el año 2016, continúa su hermana Noemí Serantes con su programa Serantes con todo, por la misma emisora AM 1450 Radio El Sol.

## Teatro
- Bienvenida Alegría, 1979 junto a Aldo Bigatti y Noemi Serantes.
- Margarito TERERÉ - 1982 - Teatro Astral.
- El mundo de Frutillitas (1985), musical infantil estrenado en el Teatro Maipo.
- Frutillitas y el señor Sol, 1986, musical infantil - Teatro Astral
- Los Ositos cariñosos en el Mundo de Frutillitas 1987 - Teatro Blanca Podestá.
- Bosque de Mellizas - Escrito, dirigido y letra de canciones por Liliana y Noemi Serantes - Teatro LOLA MEMBRIVES y temporada en Mar del Plata Teatro Neptuno.
- Fantasía Espacial - de ambas hermanas - Teatro LOLA MEMBRIVES.y teatro La Campana, temporada en la ciudad de Mar del Plata
- ROBOTIME, año 1991 - Teatro Astral.
- Con la mía no te metas (1985) de Jorge Massini, junto a Cristina Alberó, Aldo Pastur, Gustavo Guillén y Noemi Serantes.[2]

## Enfermedad y fallecimiento
En 1999, Liliana tuvo problemas de salud luego de presenciar el famoso accidente aéreo de LAPA en la ciudad de Buenos Aires, según contó en una entrevista:

"Tuve la mala suerte de estar en la estación de servicio de la Costanera cuando se produjo el accidente aéreo de LAPA Y por los nervios de ver a la gente quemándose, me quedé dura. No podía ni dormir, y un corsé que me recetó un médico, me descolocó la columna a la altura del sacro hasta que me operó el Dr Enrique Reina, que me devolvió a la vida. Le pedí a la Medalla Milagrosa que si iba a quedar paralítica, que intercediera ante Dios para que me lleve en la operación. No quería vivir postrada".

Liliana Serrantes falleció el 9 de octubre de 2011, a las 15.45 horas, debido a un cáncer de mediastino con metástasis cerebral y ósea (a pesar de haberse realizado 5 sesiones de quimioterapia y 37 de radioterapia). El diagnóstico llegó luego de hacerse estudios en el Hospital Italiano por una afonía repentina que presentó en agosto del año 2010. Meses antes de su fallecimiento fue invitada junto con su hermana al programa de Susana Giménez, donde contó públicamente acerca de su enfermedad. Sus restos descansan en el cementerio Memorial de Pilar.